# Dinastia Shang
La dinastia Shang (en xinès tradicional i simplificat: 商朝; en pinyin: Shāng Cháo, coneguda també com a dinastia Yin (en xinès tradicional i simplificat: 殷代; en pinyin: Yīn Dài), fou una dinastia reial xinesa que governà a la vall del Riu Groc a la província de Henan, al mil·lenni II aC. Tradicionalment es considera que va succeir la (possiblement mítica) dinastia Xia i fou succeïda, al seu torn per la dinastia Zhou de l'Oest.
El relat clàssic dels Shang prové de textos com el Shujing, els Annals de Bambú i els Registres del Gran Historiador. L'erudició moderna data la dinastia entre els segles XVI i XI aC, amb més acord sobre la data de finalització que sobre la data d'inici. Se suposa que fou fundada per un vassall rebel, Shāng Tāng ('Tang el perfecte'), que va enderrocar la dinastia Xia que governava al nord de Shanxi.
La dinastia Shang és la dinastia més antiga de la història tradicional xinesa. La seva historicitat està acreditada per les troballes a la vall del riu Groc. Les excavacions a les ruïnes de Yin Xu (prop de l'actual Anyang), que ha estat identificada com l'última capital Shang, van descobrir onze tombes reials importants i els fonaments de palaus i llocs rituals. Les principals troballes arqueològiques de la vall del riu Groc, que han confirmat l'existència dels reis Shang, són objectes rituals de bronze i, especialment, els ossos oraculars, closques de tortuga i omòplats d'animal sobre els quals escrivien prediccions oraculars. Aquests ossos tenen tres seccions: una pregunta per a l'oracle, la seva contestació i el resultat que reflectia si l'oracle tenia raó. Normalment els ossos són de bestiar, bous o micos, però mai de gats o gossos. Aquests textos escrits en els ossos són la forma més antiga que s'ha conservat d'escriptura xinesa, coneguda com a escriptura dels ossos oraculars, i han tingut un paper fonamental en les investigacions recents sobre l'origen i el desenvolupament dels caràcters xinesos. La informació que ens proporcionen ens dona una visió privilegiada de les primeres etapes de la civilització xinesa sobre diversos aspectes, com la política, l'economia, cultura, religió, geografia, astronomia, calendari, art i medicina.
Sima Qian diu en les seves Memòries històriques (Shǐjì, 史记 en xinès simplificat o 史記 en xinès tradicional) que la dinastia Shong va traslladar la seva capital set vegades. L'últim i més important trasllat, a la ciutat de Yin (殷) l'any 1350 aC va portar a l'època daurada de la dinastia. De fet, aquesta etapa se l'anomena de vegades època Yin. L'emplaçament de la capital de Yin és molt a prop de l'actual ciutat d'Anyang. La civilització Shan encara estava basada en l'agricultura i la cacera i va dominar el curs mitjà del riu Groc (a Shantung i a la província moderna de Shang, existien territoris independents). En aquest període, es va desenvolupar el sistema d'escriptura. S'han trobat nombrosos objectes de bronze i molts porten inscripcions; els objectes estan molt ben treballats. La dinastia va regir sobre el nord de la Xina i els Shang van fer incursions contra els nòmades i altres veïns. La capital fou traslladada vers el 1325 aC pel rei Pan Geng a Yin, i per això la dinastia va prendre aquest nom. Vers el 1175 aC, el principat de Pin, al curs superior dels rius Wei i Ching, a Shensi, governat per Tan Fu, se'n va reconèixer vassall. Un successor, Wen, fou empresonat vers el 1125 aC i el seu fill Ou (Wu Wang), nomenat rei de Pin, però el fill fou lleial al pare i es va revoltar i la rebel·lió es va fer gran fins que el rei Zi Zhou Tsin fou enderrocat, i Wu proclamat sobirà, i fundà la dinastia Zhou (Chou), amb capital a Hao.

## Relat tradicional
Molts esdeveniments relacionats amb la dinastia Shang s'esmenten en diversos clàssics xinesos, inclosos el Llibre dels documents, el Menci i el  Zuo Zhuan. A partir de tots els documents disponibles, l'historiador de la dinastia Han Sima Qian va reunir un relat seqüencial de la dinastia Shang com a part dels seus Registres del Gran Historiador. La seva història descriu alguns esdeveniments amb detall, mentre que en altres casos només es dona el nom d'un rei. Els Annals de Bambú donen un relat molt relacionat, però lleugerament diferent. Els Annals van ser enterrats l'any 296 aC, però el text té una història complexa i l'autenticitat de les versions que han arribat fins a nosaltres és controvertida.
El nom Yīn, 殷, és utilitzat per Sima Qian per a la dinastia, i en la versió de «text actual» dels Annals de Bambú tant per a la dinastia com per a la seva capital final. Ha estat un nom popular per a la dinastia Shang al llarg de la història. Des dels Registres d'Emperadors i Reis de Huangfu Mi (segle III dC), sovint s'ha utilitzat específicament per descriure la meitat posterior de la dinastia Shang. Al Japó, Corea i Vietnam, els Shang encara es coneixen gairebé exclusivament com a dinastia Yin (In, Eun i Ân per al Japó, Corea i Vietnam respectivament). Tanmateix, sembla que va ser un nom de Zhou per a la dinastia anterior. La paraula no apareix als ossos de l'oracle, que es refereixen a l'estat com a Shāng, 商, i a la capital com a Dàyì Shāng, 大邑商, 'Gran Assentament de Shang'. Tampoc apareix a les inscripcions de bronze de Zhou occidental datades amb seguretat.

### Mite fundacional
El mite fundacional de la dinastia Shang és descrit per Sima Qian als Annals del Yin. Al text, una dona anomenada Jiandi, que era la segona esposa de l'emperador Ku, es va empassar un ou que havia deixat caure un ocell negre (玄鳥) i posteriorment va donar a llum miraculosament a Xie, que també apareix com a Qi (契). Es diu que Xie va ajudar Yu el Gran a controlar la inundació de Gun-Yu i al seu servei se li va concedir un lloc anomenat Shang com a feu.

### Curs dinàstic
Als Annals dels Yin, Sima Qian escriu que la dinastia va ser fundada 13 generacions després de Xie, quan el descendent de Xie, Shang Tang va enderrocar l'impius i cruel governant Xia a la batalla de Ming Tiao. Els Registres del Gran Historiador relaten esdeveniments dels regnats de Tang, Tai Jia, Tai Wu, Pan Geng, Wu Ding, Wu Yi i el depravat rei final Di Xin, però la resta dels governants Shang només s'esmenten pel seu nom. Al segle passat, Wang Guowei va demostrar que la successió al tron Shang coincideix amb la llista de reis dels Registres del Gran Historiador de Sima Qian. Segons els Registres del Gran Historiador, els Shang van traslladar la seva capital cinc vegades, amb el trasllat final a Yin durant el regnat de Pan Geng, fet que inaugurà l'edat d'or de la dinastia.
Es diu que Di Xin, l'últim rei Shang, es va suïcidar després que el seu exèrcit fos derrotat per Wu de Zhou en la decisiva batalla de Muye, Les llegendes diuen que el seu exèrcit i els seus esclaus equipats el van trair unint-se als rebels Zhou en una batalla que segons el Yi Zhou Shu i Menci va ser molt sagnant. La novel·la clàssica de l'era Ming, Fengshen Yanyi, narra la història de la guerra entre Shang i Zhou com un conflicte amb faccions rivals de déus que donen suport a diferents bàndols de la guerra.

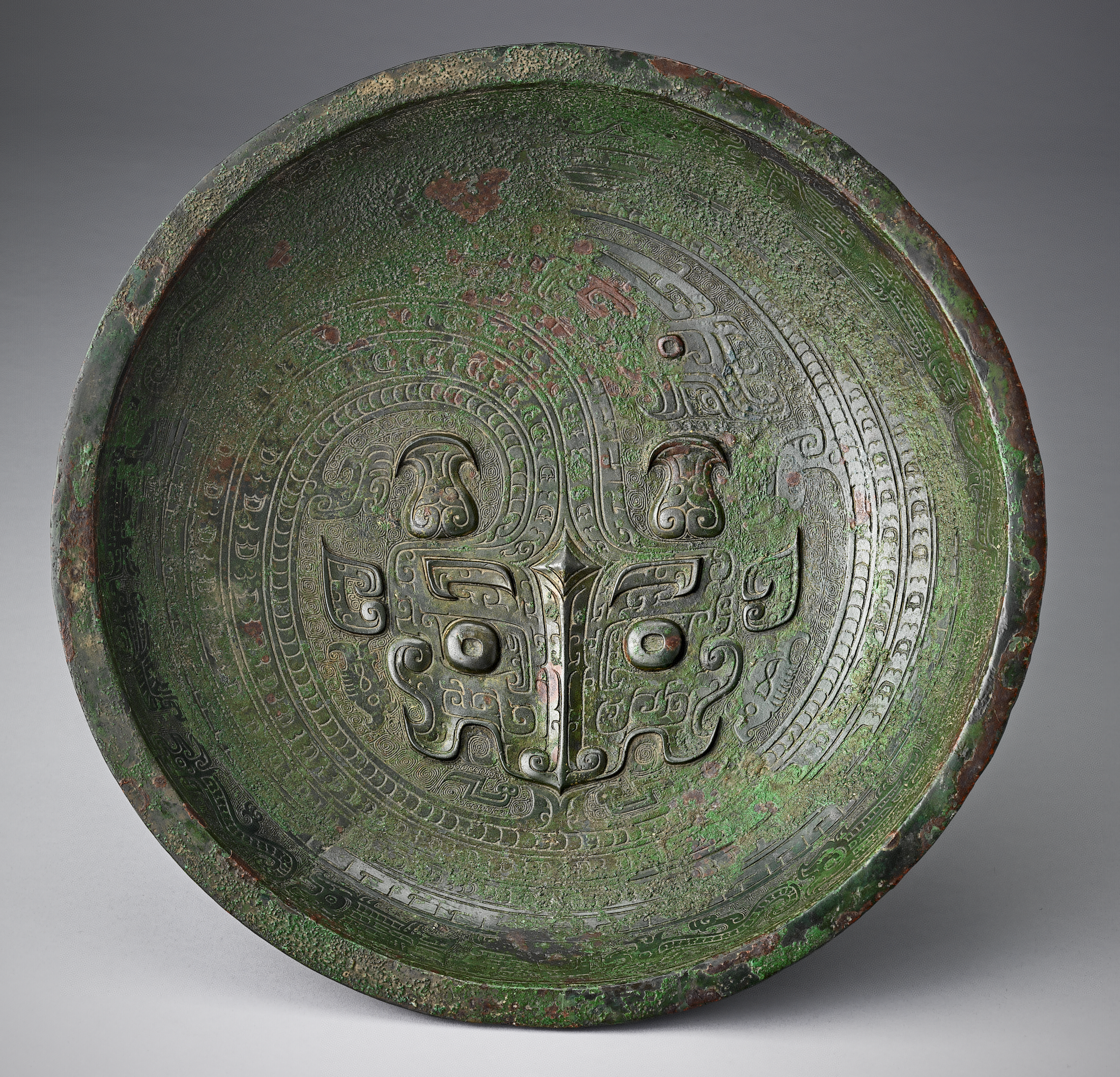
Vaixella de bronze amb dibuix de drac enroscat, finals de la dinastia Shang (c. XIV - mitjans del)

Després de la derrota dels Shang, el rei Wu va permetre que el fill de Di Xin, Wu Geng, governés els Shang com a regne vassall. No obstant això, Zhou Wu va enviar tres dels seus germans i un exèrcit per assegurar-se que Wu Geng no es rebel·lés. Després de la mort de Zhou Wu, els Shang es van unir a la Rebel·lió dels Tres Guàrdies contra el Duc de Zhou, però la rebel·lió va fracassar després de tres anys, i deixà Zhou amb el control del territori Shang.

### Descendents de la família reial Shang
Després de l'enfonsament de la dinastia Shang, els governants de Zhou van traslladar a la força els "impertinents Yin", 殷頑, i els van dispersar per tot el territori de Zhou. Alguns membres supervivents de la família reial Shang van canviar col·lectivament el seu cognom ancestral Zi, 子, pel nom de la seva dinastia caiguda, Yin. La família va mantenir una posició aristocràtica i sovint va proporcionar els serveis administratius necessaris a la dinastia Zhou que va succeir. El rei Wu de Zhou va ennoblir Lin Jian, 林堅, fill del príncep Bigan, com a duc de Bo'ling. Els Registres del Gran Historiador diuen que el rei Cheng de Zhou, amb el suport del seu regent i oncle, el duc de Zhou, va infeudar Weiziqi, 微子啟, un germà de Di Xin, com a duc de Song, amb la seva capital a Shangqiu. Aquesta pràctica es coneixia com a "infeudació de tres generacions per a dos reis". Els ducs de Song mantindrien ritus en honor als reis Shang fins que Qi va conquerir Song el 286 aC. Confuci era possiblement un descendent dels reis Shang a través dels ducs de Song.
La dinastia Han oriental va atorgar el títol de Duc de Song i "Duc que continua i honora els Yin" a Kong An, perquè formava part del llegat dels Shang. Aquesta branca de la família Confuci és una branca separada de la línia que ostentava el títol de marquès del poble de Fengsheng i més tard duc Yansheng.
Una altra resta dels Shang va establir l'estat vassall de Guzhu (situat a l'actual Tangshan), que el duc Huan de Qi va destruir. Molts clans Shang que van emigrar al nord-est després del col·lapse de la dinastia es van integrar a la cultura Yan durant el període Zhou de l'Oest. Aquests clans van mantenir un estatus d'elit i van continuar practicant les tradicions de sacrifici i enterrament dels Shang.
Tant les llegendes coreanes com les xineses, inclosos els informes al Llibre de documents i als Annals de bambú, afirmen que un príncep Shang descontent anomenat Jizi, que s'havia negat a cedir el poder als Zhou, va abandonar la Xina amb un petit exèrcit. Segons aquestes llegendes, va fundar un estat conegut com a Gija Joseon al nord-oest de Corea durant el període Gojoseon de la història antiga de Corea. Tanmateix, els estudiosos encara debaten sobre la precisió històrica d'aquestes llegendes.

## Arqueologia de l'edat del bronze primerenca
Abans del segle xx, la dinastia Zhou (1046-256 aC) era considerada la dinastia xinesa més antiga que es podia comprovar a partir dels seus propis registres. No obstant això, durant la dinastia Song (960–1279 dC), els antiquaris recollien recipients rituals de bronze atribuïts a l'era Shang, alguns dels quals duien inscripcions.

### Vall del riu Groc

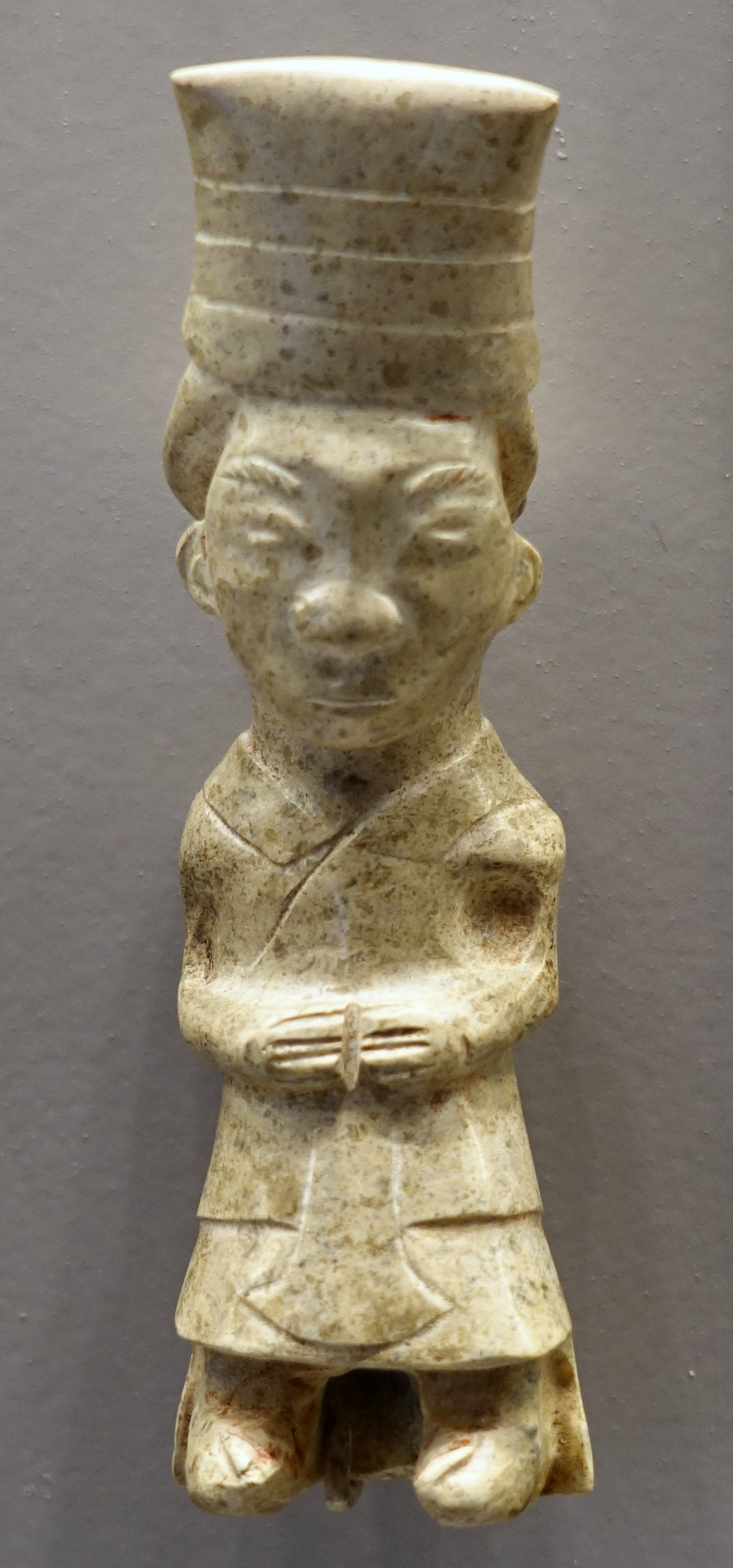
Estatueta de nefrita Shang que representa un dignatari permanent, que data dels segles XII i XI aC, al Museu Arthur M. Sackler de la Universitat Harvard

L'any 1899, diversos estudiosos es van adonar que els farmacèutics xinesos venien "ossos de drac" marcats amb caràcters curiosos i arcaics. Finalment, es van localitzar el 1928 fins a un jaciment (ara anomenat Yin Xu) prop d'Anyang, al nord del riu Groc a la moderna província de Henan, on l'Acadèmia Sínica va dur a terme excavacions arqueològiques fins a la invasió japonesa el 1937.
Els arqueòlegs es van centrar en la vall del riu Groc a Henan com el lloc més probable dels estats descrits a les històries tradicionals. Després de 1950, es van descobrir les restes de l'anterior assentament emmurallat de la Ciutat Zhengzhou Shang. S'ha determinat que els murs de terra de Zhengzhou, erigits al segle xv aC, haurien tingut 20 m d'amplada a la base, una alçada de 8 m i formaven una muralla aproximadament rectangular de 7 km al voltant de la ciutat antiga. La construcció d'aquests murs amb terra batuda era una tradició heretada, ja que s'han trobat fortificacions molt més antigues d'aquest tipus en jaciments neolítics xinesos de la cultura de Longshan (c. 3000 - c. 2000 aC).
El 1959, es va trobar a Yanshi, al sud del riu Groc prop de Luoyang, el jaciment de la cultura d'Erlitou. La datació per radiocarboni suggereix que la cultura d'Erlitou va florir c. 2100 aC al 1800 aC. Van construir grans palaus, cosa que suggereix l'existència d'un estat organitzat. El 1983, a 6 quilòmetres al nord-est del jaciment d'Erlitou, al municipi de Shixianggou, es va descobrir la ciutat de Yanshi Shang. Es tractava d'una gran ciutat emmurallada que datava del 1600 aC. Tenia una superfície de prop de 200 hectàrees i presentava ceràmica característica de la cultura d'Erligang.
El 1999, es van descobrir les restes d'una ciutat emmurallada, d'unes 470 hectàrees, a través del riu Huan des del jaciment ben explorat de Yinxu. La ciutat, ara coneguda com a Huanbei, va estar aparentment ocupada durant menys d'un segle i fou destruïda poc abans de la construcció del complex de Yin Xu. Entre 1989 i 2000, es va excavar un important assentament Shang prop de Xiaoshuangqiao, a uns 20 km al nord-oest de Zhengzhou. Cobreix un període intermedi entre el jaciment de Zhengzhou i les capitals tardanes del riu Huan, i compta amb les fosses de sacrifici més destacades amb esquelets articulats de bestiar, una part per excel·lència del complex ritual de Shang tardà.

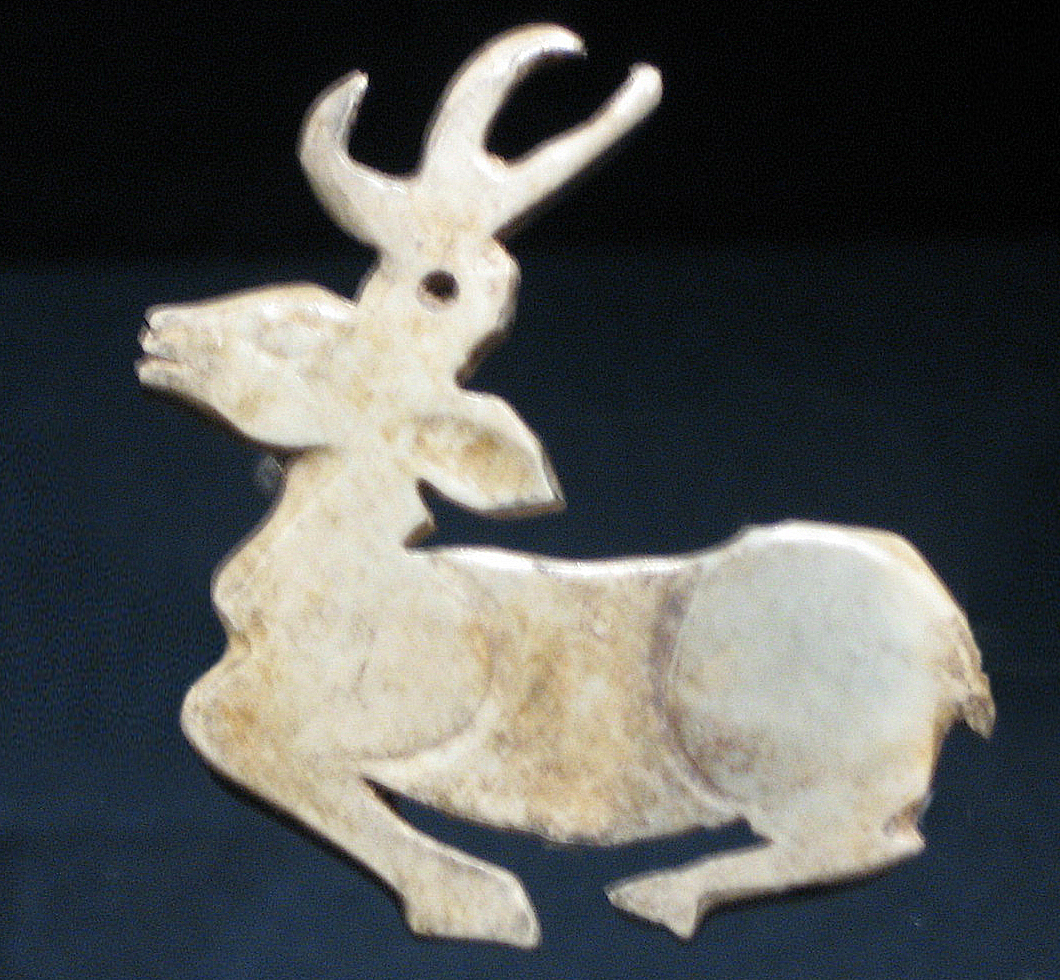
Cérvol de jade que data de la dinastia Shang, a la col·lecció del Museu de Xangai

Els historiadors xinesos estaven acostumats a la noció d'una dinastia que en succeïa una altra, i van identificar fàcilment els jaciments d'Erligang i Erlitou amb les primeres dinasties Shang i Xia d'històries tradicionals. La situació política real a la Xina primitiva pot haver estat més complicada, ja que els Xia i els Shang eren entitats polítiques que existien simultàniament, tal com se sap que els primers Zhou, que van establir l'estat successor dels Shang, van existir al mateix temps que els Shang. També s'ha suggerit que la llegenda Xia es va originar com un mite Shang d'un poble anterior que eren els seus oposats.

### Altres jaciments
La cultura d'Erligang, centrada al jaciment de Zhengzhou, es troba a una àmplia zona de la Xina, fins i tot al nord-est fins a la zona de l'actual Pequín, on almenys un enterrament en aquesta regió durant aquest període contenia utensilis de bronze d'estil Erligang i joies d'or d'estil local. El descobriment d'una daga-destral ge a l'estil Chenggu a Xiaohenan demostra que, fins i tot en aquesta primera etapa de la història xinesa, hi havia alguns vincles entre les àrees llunyanes del nord de la Xina. El jaciment de Panlongcheng a la vall mitjana del Iang-Tsé, va ser un important centre regional de la cultura d'Erligang.
Troballes accidentals en altres llocs de la Xina han revelat civilitzacions avançades, contemporànies però culturalment diferents, de l'assentament d'Anyang, com la ciutat emmurallada de Sanxingdui a Sichuan. Els estudiosos occidentals dubten a designar aquests assentaments com a pertanyents a la dinastia Shang. També, a diferència dels Shang, no hi ha proves conegudes que la cultura Sanxingdui tingués un sistema d'escriptura. El desaparegut estat de Shang a Anyang es considera generalment la primera civilització verificable de la història xinesa. En canvi, les primeres capes del jaciment de la cultura de Wucheng, anteriors a Anyang, han donat fragments de ceràmica que contenen seqüències breus de símbols, cosa que suggereix que poden ser una forma d'escriptura molt diferent en forma de l'escriptura dels ossos oraculars, però la mostra és massa petita per al seu desxiframent.

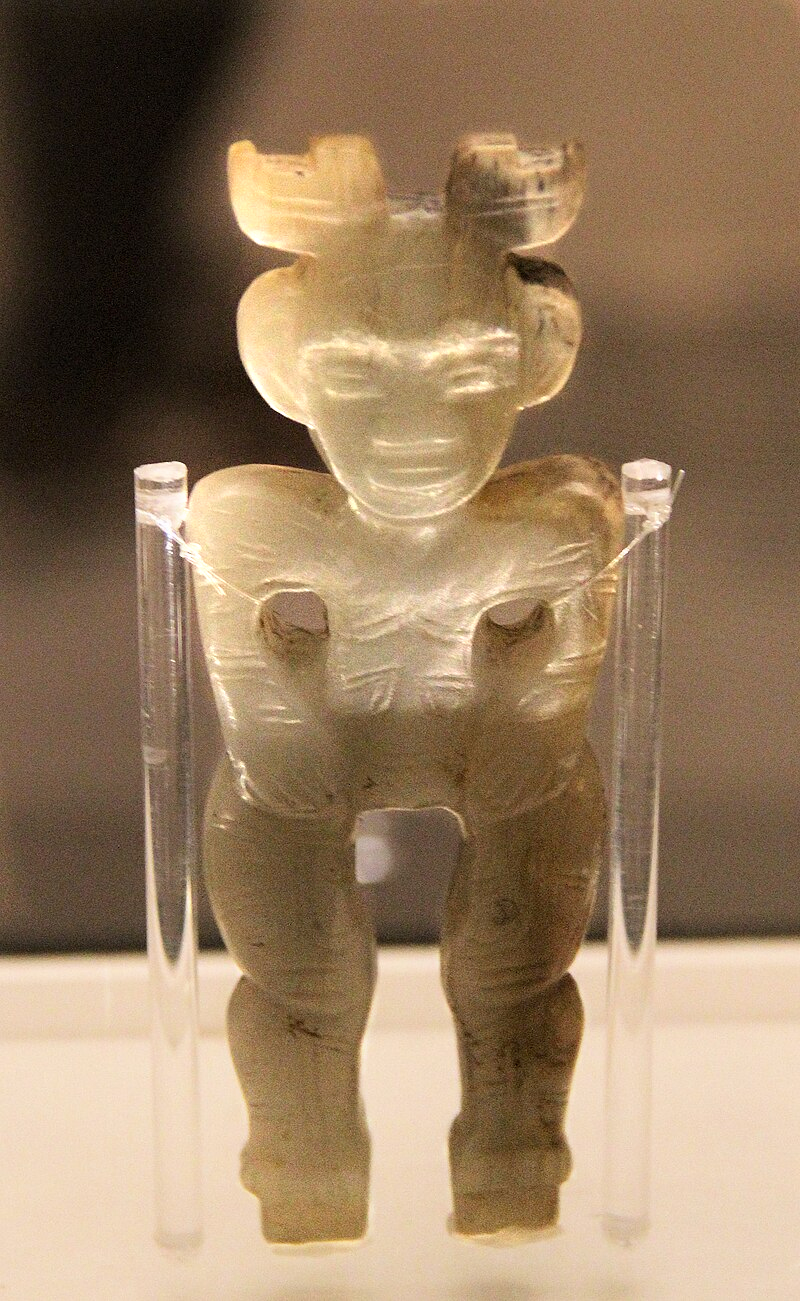
Figura humana de jade Shang, tomba de Fu Hao (d.c.1200 aC). Probablement derivada d'un disseny de la cultura de Seima-Turbino.

El 2022, es va trobar una màscara funerària d'or de 3.000 anys en una tomba reial que pertanyia a un noble d'alt nivell de la dinastia Shang. La màscara és anterior a una màscara d'or similar descoberta al jaciment arqueològic de Sanxingdui el 2021, la qual cosa la converteix en l'exemple més antic d'aquesta pràctica funerària a la Xina i també il·lustra un vincle entre Sanxingdui i la civilització Zhongyuan. La màscara cobreix completament la cara, per assegurar-se que l'ànim de l'usuari es mantindrà sencer. Es van descobrir 200 artefactes més a les tombes de Shangcheng, incloses fulles d'or i plaques amb incrustacions de turquesa, monedes fetes amb closca i armes de bronze i jade.

### Estudis genètics
Un estudi de l'ADN mitocondrial (heretat en la línia materna) de les tombes Yinxu va mostrar semblances amb la moderna ètnia han del nord, però diferències significatives amb l'ètnia han del sud.

## Cronologia absoluta
El primer esdeveniment amb data segura de la història xinesa és l'inici de la regència Gonghe l'any 841 aC, a principis de la dinastia Zhou, una data establerta per primera vegada per l'historiador de l'era Han Sima Qian. Els intents d'establir dates anteriors han estat plagats de dubtes sobre l'origen i la transmissió dels textos tradicionals i les dificultats en la seva interpretació. Intents més recents han comparat les històries tradicionals amb dades arqueològiques i astronòmiques.S'han proposat almenys 44 dates per al final de la dinastia, que van des del 1130 aC fins al 1018 aC.
- Les dates tradicionals de la dinastia, des del 1766 aC fins al 1122 aC, van ser calculades per Liu Xin durant la dinastia Han.[41]
- Un càlcul basat en el "text antic" dels Annals de Bambú dona dates del 1523 aC al 1027 aC.[41]
- David Pankenier, en intentar identificar els esdeveniments astronòmics esmentats als textos de Zhou, va datar l'inici de la dinastia el 1554 aC i el seu enderrocament el 1046 aC.[41][42][43][44]
- El projecte de cronologia Xia Shang Zhou va identificar l'establiment de la dinastia amb la fundació d'una ciutat emmurallada de la cultura d'Erligang a Yanshi, datada al voltant del 1600 aC.[45]El projecte també va arribar a una data final del 1046 aC, basat en una combinació de l'evidència astronòmica considerada per David Pankenier i la datació amb radiocarboni de capes arqueològiques.[46]
- David Nivison i Edward L. Shaughnessy argumenten a favor d'una data final del 1045 aC, basant-se en la seva anàlisi dels Annals de Bambú.[47][48]
- La datació amb radiocarboni dels ossos de l'oracle ha donat una data final de l'any 1041 aC, amb una incertesa d'uns 10 anys.[49]

## Darrers Shang a Anyang

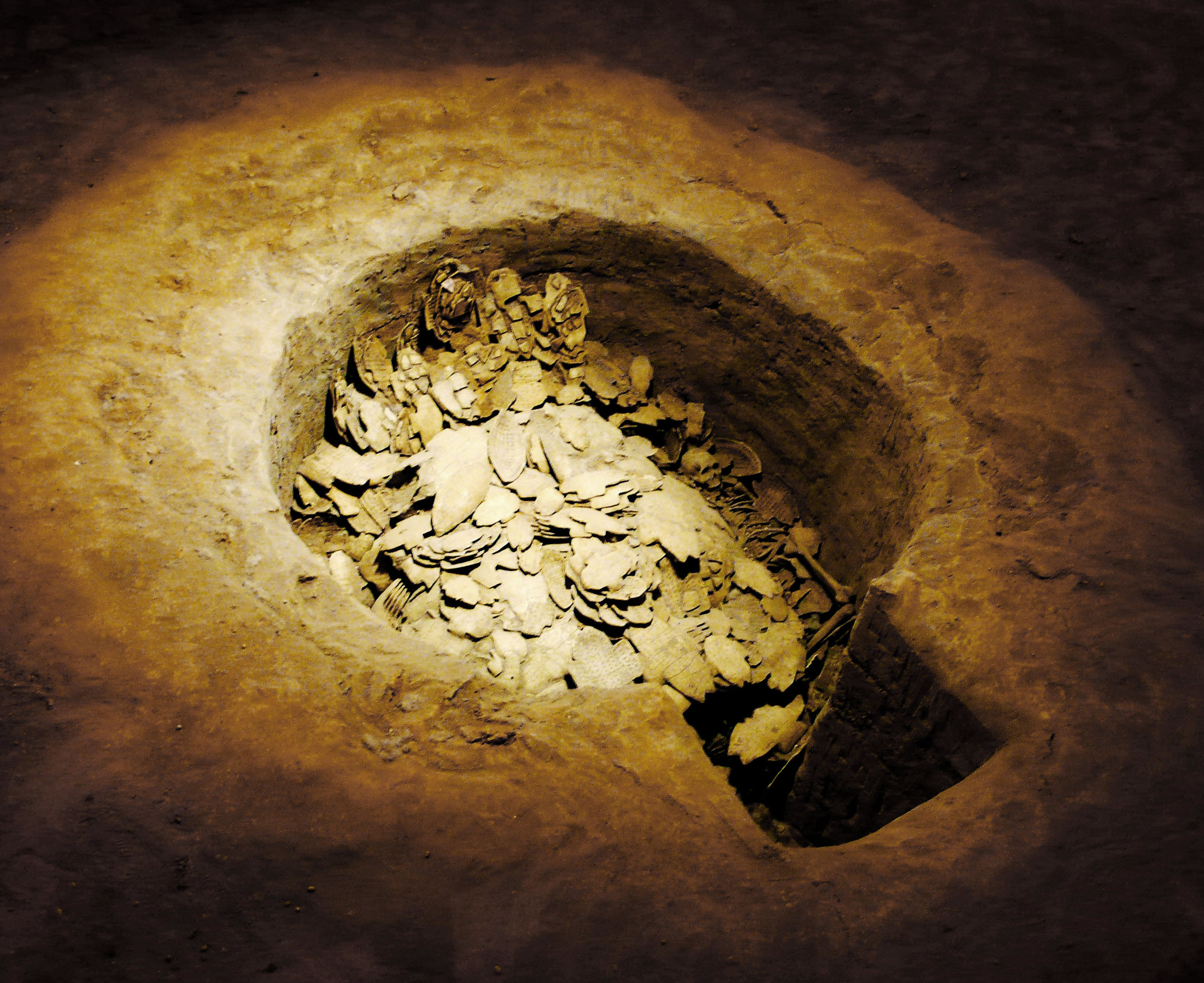
Una fossa a Yinxu que conté ossos d'oracles enterrats cerimonialment després de l'endevinació

Els registres directes més antics existents daten d'aproximadament el 1250 aC a Anyang, i cobreixen els regnats dels nou reis Shang. Els Shang tenien un sistema d'escriptura totalment desenvolupat, conservat en inscripcions de bronze i un petit nombre d'altres escrits sobre ceràmica, jade i altres pedres, banyes, etc., però més prolíficament sobre ossos oraculars.La complexitat i la sofisticació d'aquest sistema d'escriptura indiquen un període de desenvolupament anterior, però encara no hi ha proves directes d'aquest. Altres avenços incloïen la invenció de molts instruments musicals i les observacions celestes de Mart i diversos cometes per part dels astrònoms Shang.
La seva civilització es basava en l'agricultura i es complementava amb la caça i la ramaderia. A més de la guerra, els Shang també practicaven sacrificis humans. S'ha trobat que els cranis de les víctimes de sacrifici són similars als cranis xinesos moderns (basat en comparacions amb restes de Hainan i Taiwan). També es van excavar petxines de cauris a Anyang cosa que suggereix el comerç amb els habitants de la costa, però hi havia un comerç marítim molt limitat ja que la Xina va estar aïllada d'altres grans civilitzacions durant el període Shang. Les relacions comercials i els llaços diplomàtics amb altres potències formidables a través de la Ruta de la Seda i els viatges xinesos a l'oceà Índic no van existir fins al regnat de l'emperador Wu durant la dinastia Han (206 aC – 221 dC).

### Vida a la cort

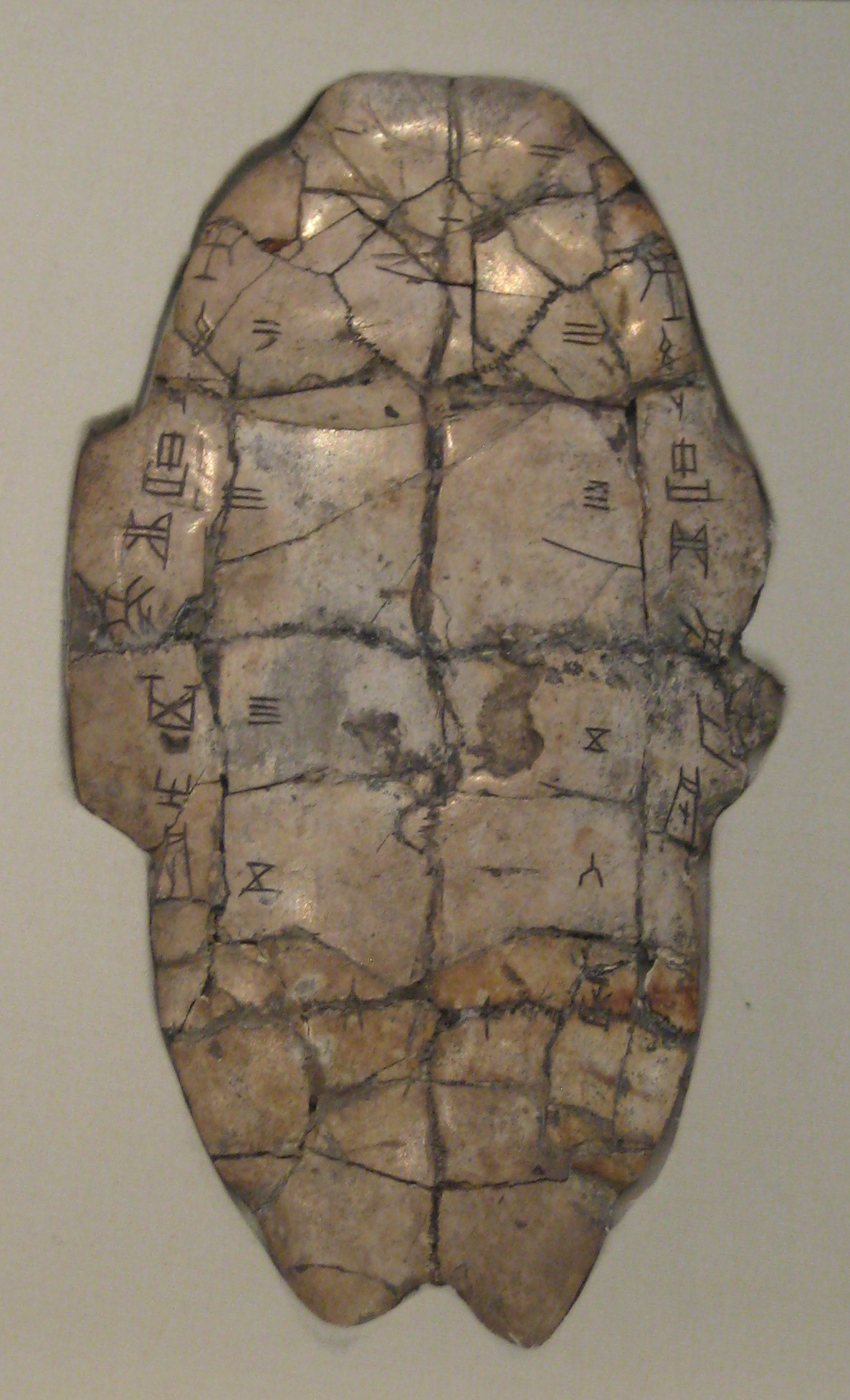
Closca de tortuga amb inscripcions endevinatòries

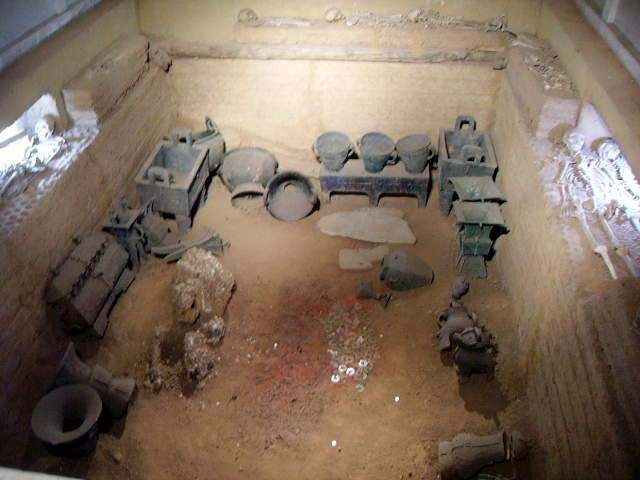
Articles de bronze de l'excavació de la tomba de Fu Hao

A l'excavació del palau reial de Yin Xu, es van trobar grans bases de pilars de pedra juntament amb fonaments i plataformes de terra batuda, que segons Fairbank, eren "tan dures com el ciment". Aquests fonaments, al seu torn, van suportar originalment 53 edificis construïts amb pals i bigues de fusta. A prop del complex palauet principal, hi havia fosses subterrànies que s'utilitzaven com a magatzems, cambres per als criats i habitatges.
Moltes tombes reials de Shang havien estat excavades i devastades pels lladres de tombes a l'antiguitat, però a la primavera de 1976, el descobriment de la tomba 5 a Yin Xu va revelar una tomba que no només estava inalterada, sinó que era una de les més tombes Shang més ricament fornides que els arqueòlegs encara havien trobat. Amb més de 200 vasos rituals de bronze i 109 inscripcions del nom de Fu Hao, Zheng Zhenxiang i altres arqueòlegs es van adonar que havien topat amb la tomba de la consort més famosa del rei Wu Ding, Fu Hao, que s'esmenta en 170 a 180 inscripcions d'ossos de l'oracle Shang i que també era coneguda com a general militar. Juntament amb recipients de bronze, es van trobar recipients de gres i ceràmica, armes de bronze, figures de jade, pintes dels cabell i forques d'os.L'equip arqueològic argumenta que el gran assortiment d'armes i vasos rituals de la seva tomba es correlaciona amb els relats dels ossos oraculars de les seves activitats militars i rituals.
La capital era el centre de la vida de la cort. Amb el temps, es van desenvolupar rituals de cort per apaivagar els esperits i, a més dels seus deures seculars, el rei serviria com a cap del culte dels avantpassats. Sovint, el mateix rei fins i tot endevinava amb ossos oraculars, especialment cap al final de la dinastia. Les proves d'excavacions de les tombes reials indiquen que la reialesa era enterrada amb articles de valor, presumiblement per utilitzar-los en el més enllà. Potser pel mateix motiu, centenars de plebeus, que potser eren esclaus, van ser enterrats vius amb el cadàver reial.

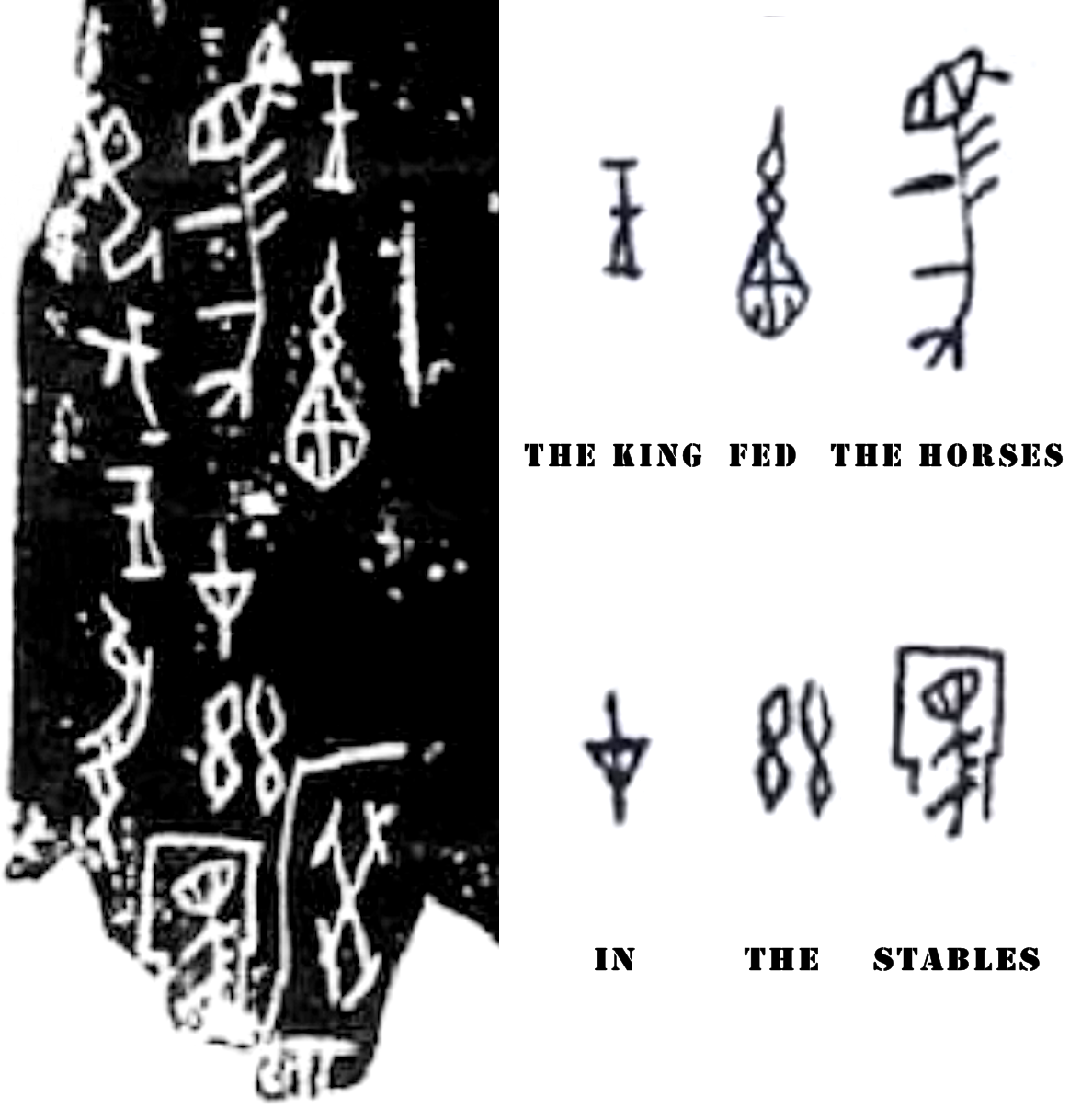
Jiaguwen de la darrera època Shan sobre la cria de cavalls.

Una línia de reis Shang hereditària va governar gran part del nord de la Xina, i les tropes Shang van lluitar freqüentment en guerres amb els assentaments veïns i els pastors nòmades de les estepes asiàtiques interiors. El rei Shang, en les seves endevinacions oraculars, mostrava repetidament preocupació pels fang, bàrbars que vivien fora de les regions civilitzades tu, que constituïen el centre del territori Shang. En particular, el grup tufang, xinès: 土方, de la regió de Yanshan, és esmentat regularment com a hostil als Shang.
A part del seu paper com a caps de comandants militars, els reis Shang també afirmaven la seva supremacia social actuant com a grans sacerdots de la societat i dirigint les cerimònies d'endevinació. Tal com revelen els textos dels ossos de l'oracle, els reis Shang eren considerats com els membres més qualificats de la societat per oferir sacrificis als seus avantpassats reials i al gran déu Di, que segons les seves creences era responsable de la pluja, el vent i els trons.
El rei nomenava funcionaris per gestionar determinades activitats, normalment en una àrea determinada. Aquests incloïen oficials de camp (agrícoles) 田, pastors 牧, funcionaris de gossos 犬 (caça) i guàrdies 衛. Aquests oficials dirigien els seus propis seguicis en l'acompliment de les seves funcions, i alguns van esdevenir més independents i van sorgir com a governants d'ells mateixos. Hi havia un sistema bàsic de burocràcia, amb referències a càrrecs com els "molts funcionaris de gossos", "molts oficials a cavall", els "molts artesans", els "molts arquers" o títols de cort com "servidor menor del conreu". o "servidor júnior per a jornalers". Els governants més llunyans eren coneguts com a marquès 侯 o comte 伯, que de vegades proporcionava tribut i suport al rei Shang a canvi d'ajuda militar i serveis d'auguri. No obstant això, aquestes aliances eren inestables, tal com indiquen les freqüents endevinacions reials sobre la sostenibilitat d'aquestes relacions.
L'existència de registres sobre assassinats d'enemics, presoners i botí pres, apunten a l'existència d'una protoburocràcia de documents escrits.

### Religió

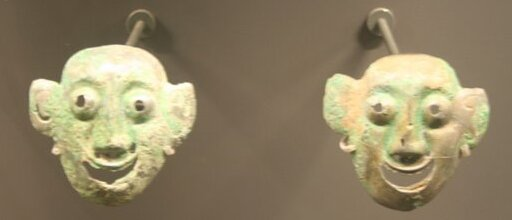
Màscares facials de l'època Shang fetes de bronze, c. segles XVI-XIV aC

Els rituals religiosos Shang comptaven amb l'endevinació i el sacrifici. El grau en què el xamanisme era un aspecte central de la religió Shang és un tema de debat.
Hi havia sis principals destinataris de sacrifici:
1. Di, el "Déu Alt",
2. Les forces naturals, com ara la del sol i les muntanyes,
3. Antics senyors, humans difunts que s'havien afegit al panteó dinàstic,
4. Avantpassats predinàstics,
5. Avantpassats dinàstics, i
6. Esposes reials que eren avantpassats de l'actual rei.

Els Shang creien que els seus avantpassats tenien poder sobre ells i realitzaven rituals d'endevinació per assegurar la seva aprovació per a les accions planificades. L'endevinació consistia a trencar la closca d'una tortuga o l'escàpula de bou per respondre una pregunta, i després registrar la resposta a aquesta pregunta en el mateix os. Es desconeix quins criteris utilitzaven els endevinadors per determinar la resposta.
Sembla que els Shang també creien en un més enllà, com ho demostren les elaborades tombes funeràries construïdes per als governants difunts. Sovint s'incloïen a la tomba "carruatges, utensilis, vaixells de sacrifici [i] armes". L'enterrament d'un rei implicava l'enterrament de fins a uns quants centenars d'humans i cavalls també per acompanyar el rei al més enllà, en alguns casos fins i tot en un nombre de quatre-cents. Finalment, les tombes incloïen ornaments com el jade, que els Shang podrien haver cregut que protegeixen de la decadència o que confereixen la immortalitat.
La religió Shang era altament burocràtica i meticulosament ordenada. Els ossos oraculars contenien descripcions de la data, ritual, persona, avantpassat i preguntes associades a l'endevinació. Les tombes mostraven arranjaments d'ossos molt ordenats, amb grups d'esquelets disposats en la mateixa direcció.

### Treballs en bronze

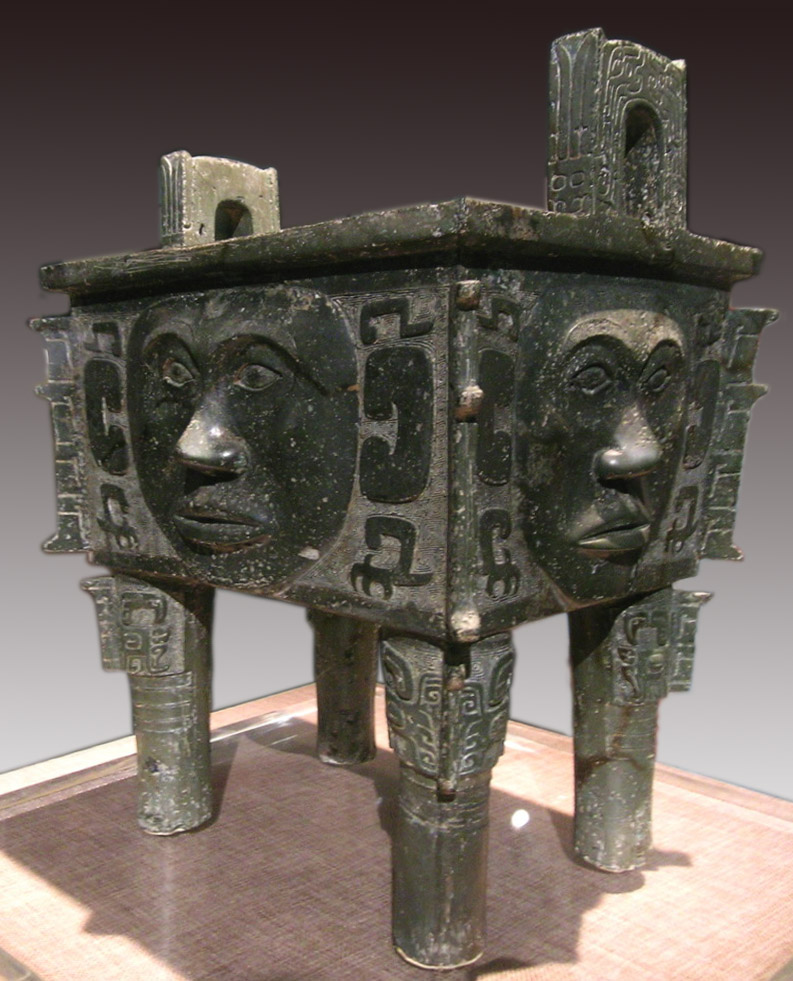
Un ding de bronze (atuell de sacrifici) que data de l'època Shang

La fosa de bronze i la ceràmica xinesa van avançar durant la dinastia Shang, amb el bronze que normalment s'utilitzava per a articles ritualment significatius, en lloc de principalment utilitaris. Ja pels volts del 1500 aC, la primera dinastia Shang es va dedicar a la producció a gran escala d'atuells i armes de bronze. Aquesta producció requeria una gran mà d'obra que pogués gestionar la mineria, el refinament i el transport dels minerals necessaris de coure, estany i plom. Això, al seu torn, va crear la necessitat de gestors oficials que poguessin supervisar tant els treballadors poc qualificats com els artesans qualificats. La cort reial Shang i els aristòcrates requerien un gran nombre d'atuells de bronze diferents per a diversos propòsits cerimonials i esdeveniments d'endevinació religiosa. Les regles cerimonials fins i tot decretaven quants recipients de bronze de cada tipus podia posseir un noble o una dona noble d'un determinat rang. Amb l'augment de la quantitat de bronze disponible, l'exèrcit també podria equipar-se millor amb un assortiment d'armes de bronze. El bronze també es va utilitzar per a la construcció de carros amb rodes de radis, que van aparèixer a la Xina cap al 1200 aC.

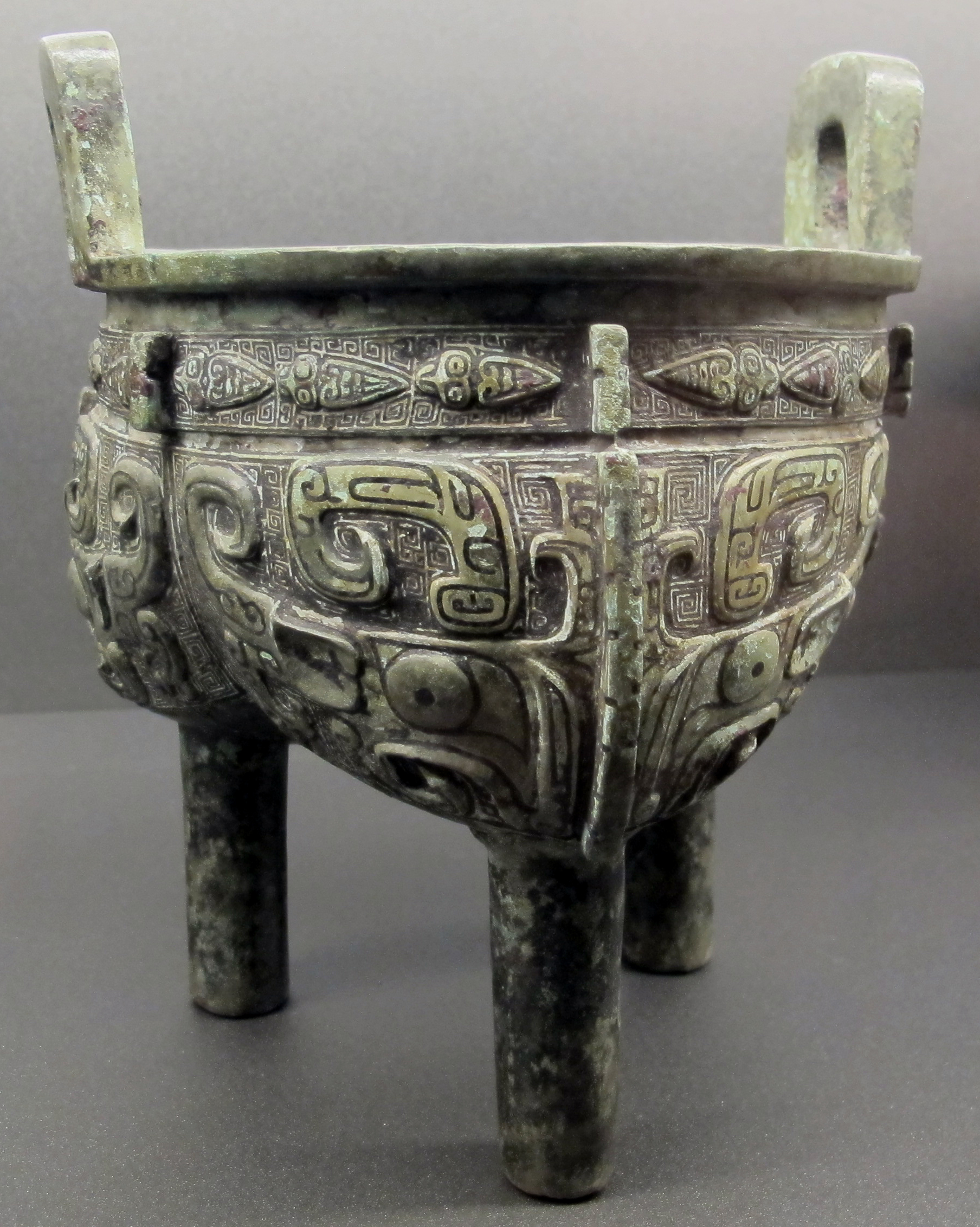
Un ding de l'època Shang
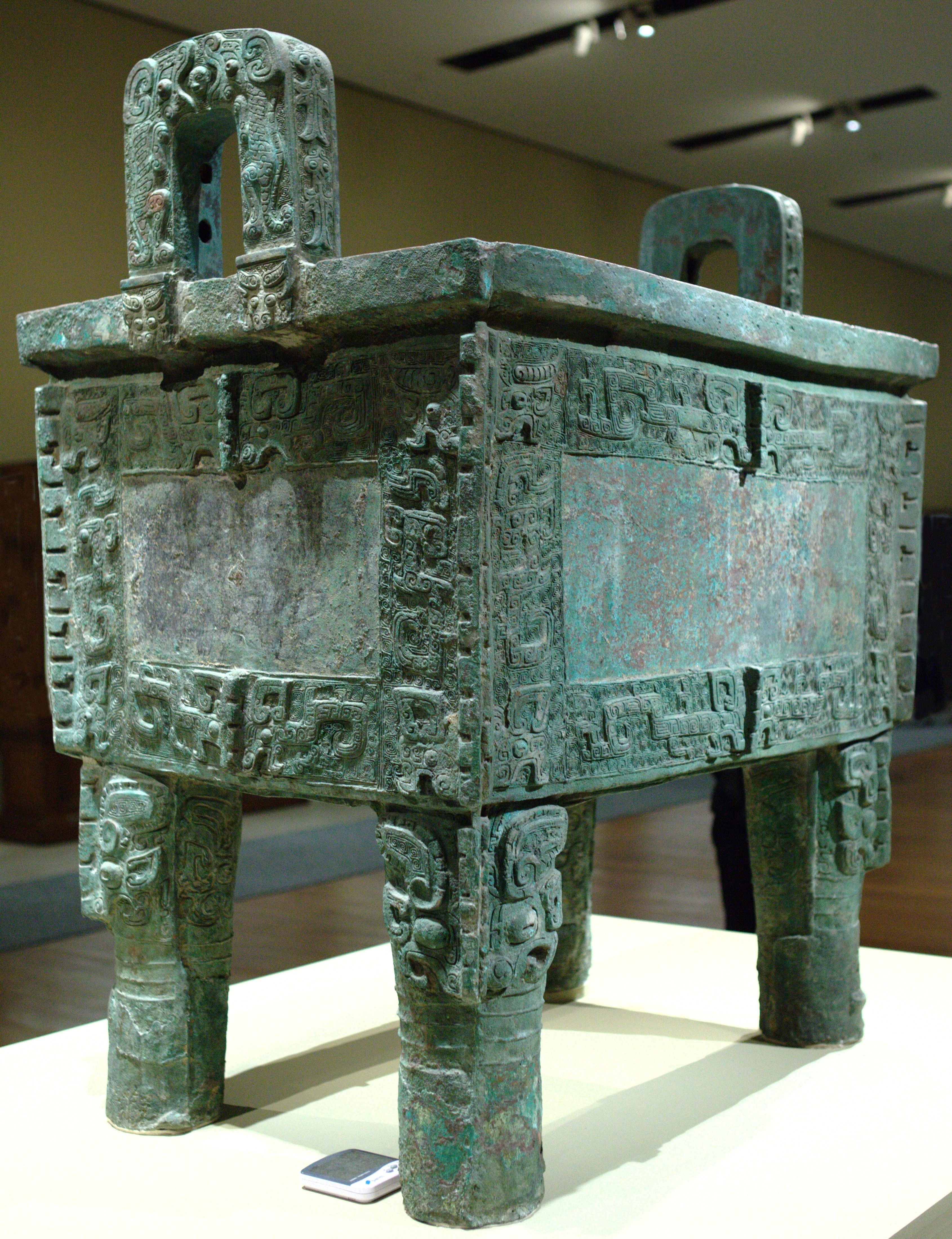
Houmuwu ding (xinès=后母戊鼎), al Museu Nacional de la Xina.
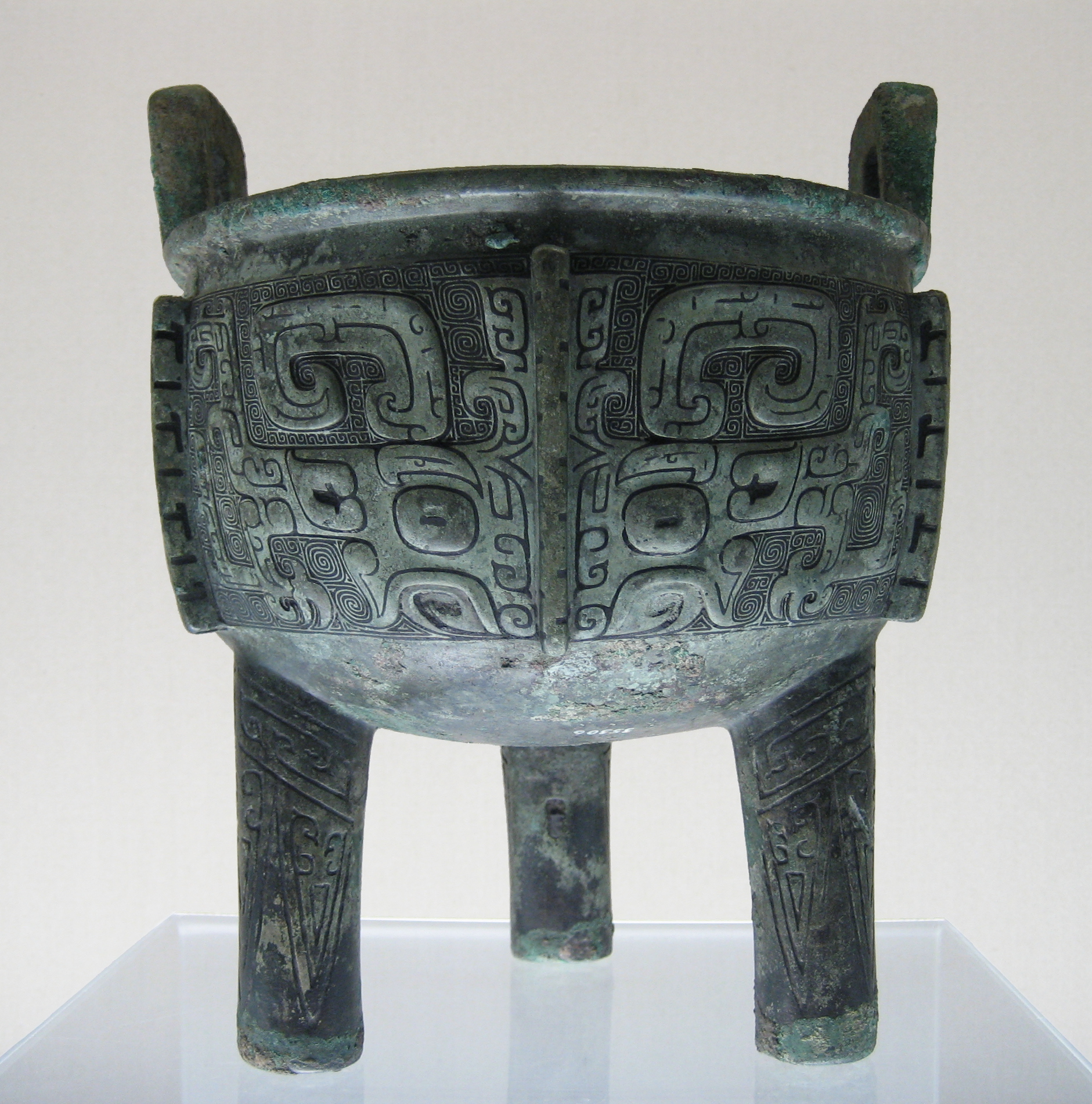
Un ding de la darrera època Shang amb motius taotie
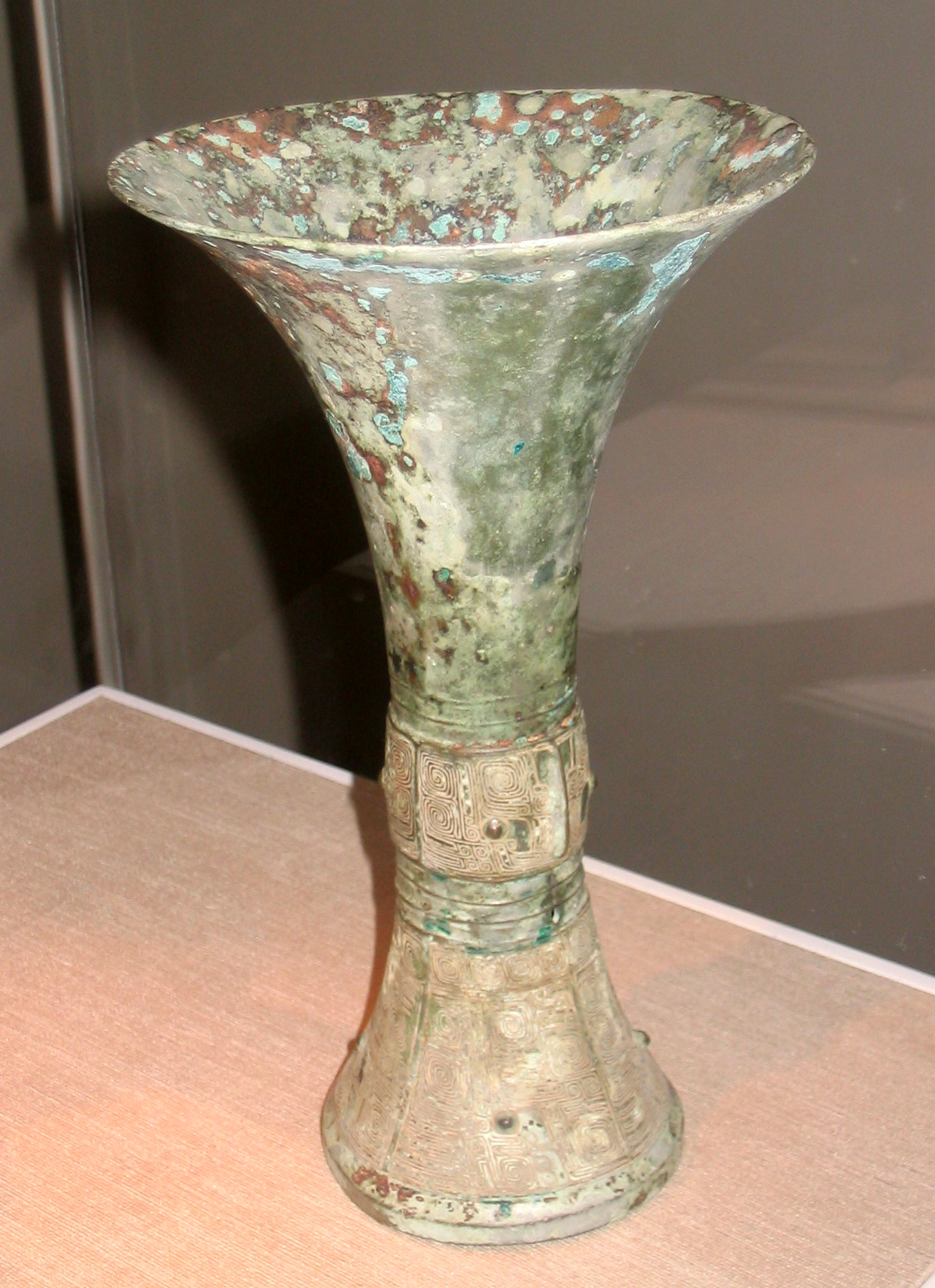
Un gū, un tipus de recipient de bronze ritual utilitzat per contenir vi
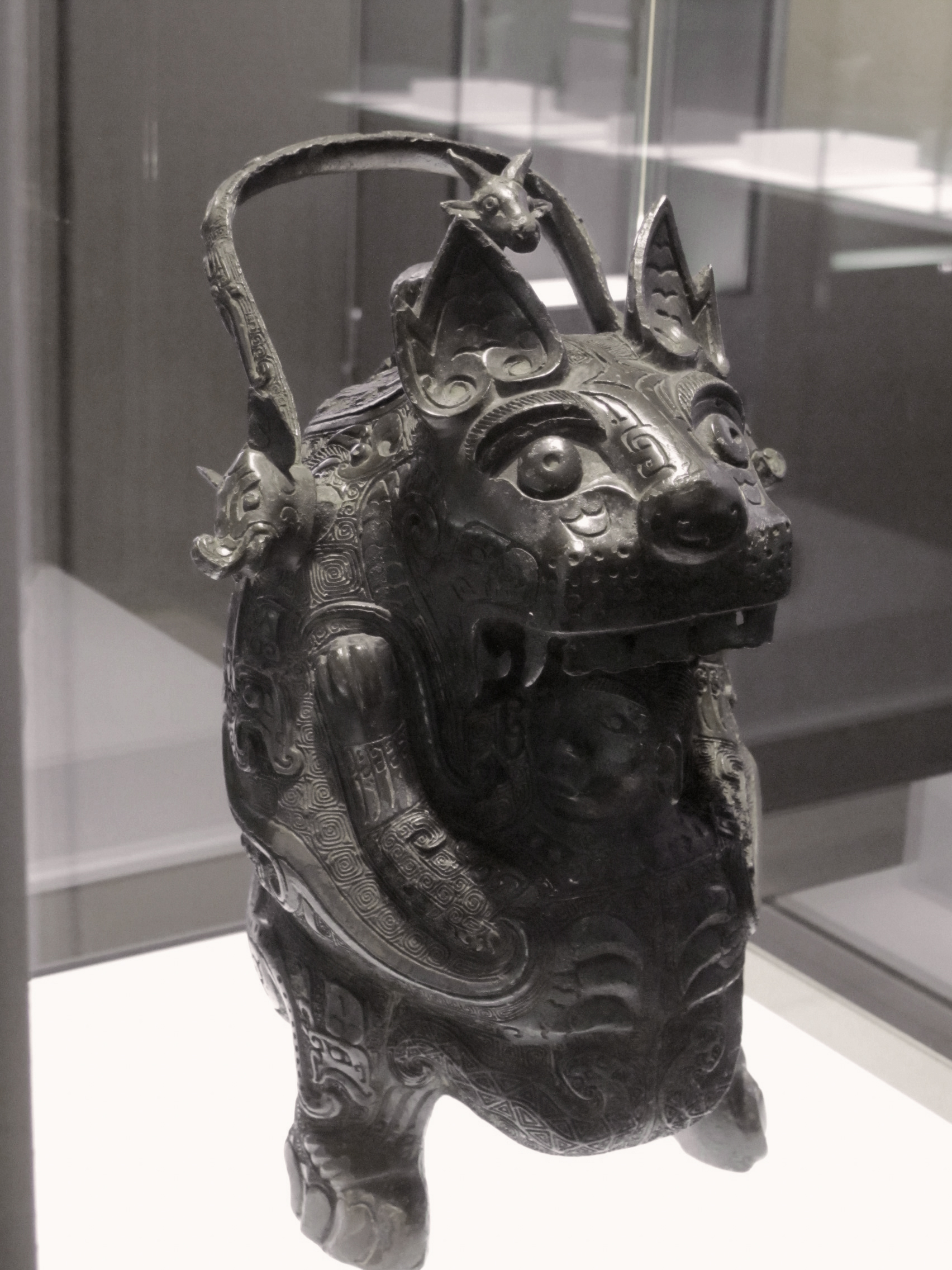
Atuell Shang de bronze, utilitzat per conservar begudes

### Exèrcit

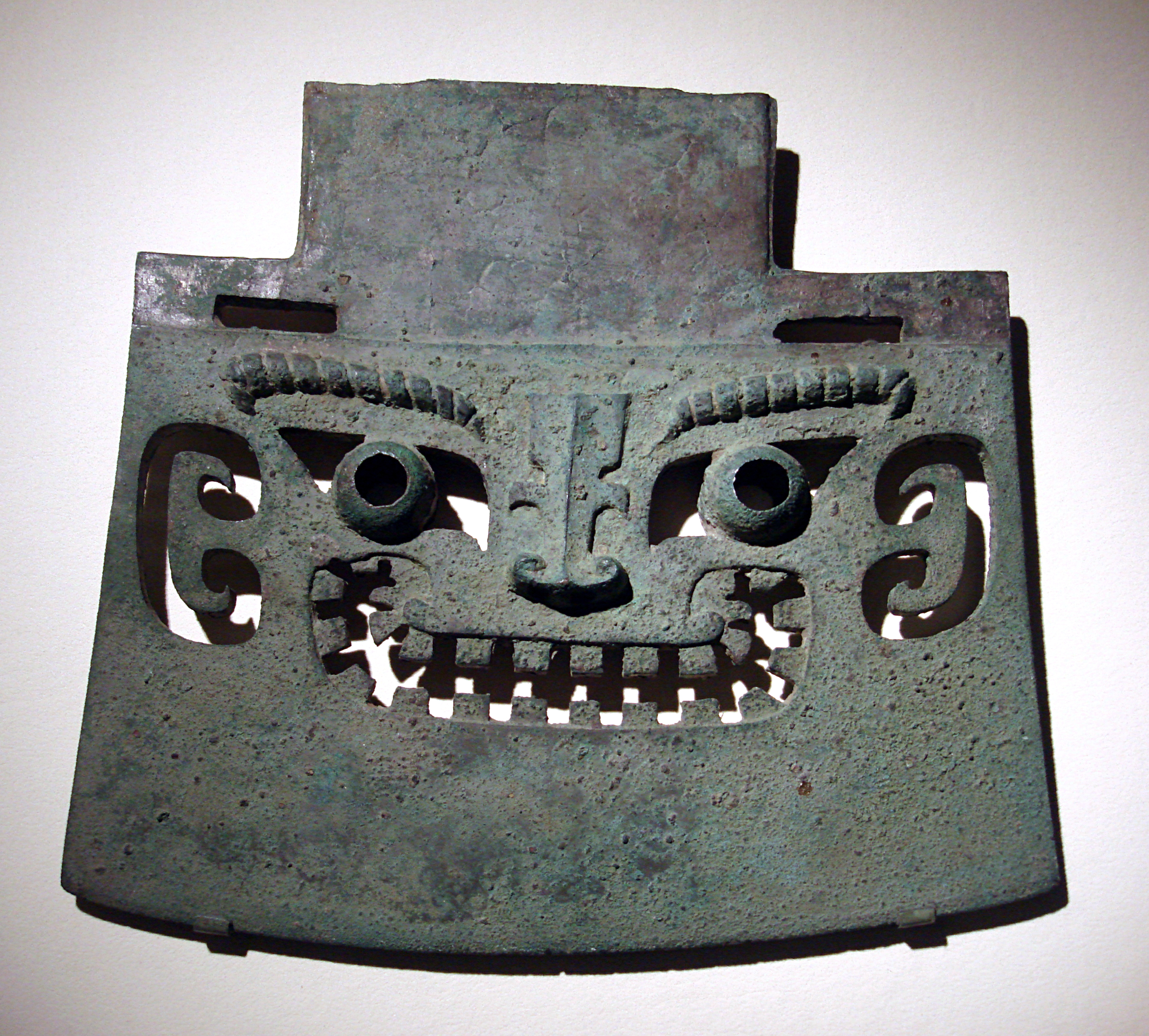
Un cap de destral de bronze datat a l'època Shang

La dinastia Shang va entrar en conflictes prolongats amb les tribus frontereres del nord anomenades Guifang (xinès: 鬼方, lit. 'Territori del Dimoni').
La infanteria Shang estava armada amb una varietat d'armes de pedra i bronze, incloses llances, xinès: 矛 máo, destrals, xinès: 鉞 yuè, dagues-destrals, xinès: 戈 gē, arcs composts i cascos de bronze o cuir.
Pel que fa als carros, de fet hi ha carros desenterrats de Yin Xu, però és molt probable que la qualitat dels carros de Yin Xu no fos tan bona com la dels carros de Zhou Yuan. Segons es pot llegir a Els mètodes de Sima, els carros de la dinastia Shang se centraven en el transport ràpid, de manera que Confuci va dir "pugeu al carro de Yin", però potser no eren tan sofisticats com els carros de la dinastia Zhou.

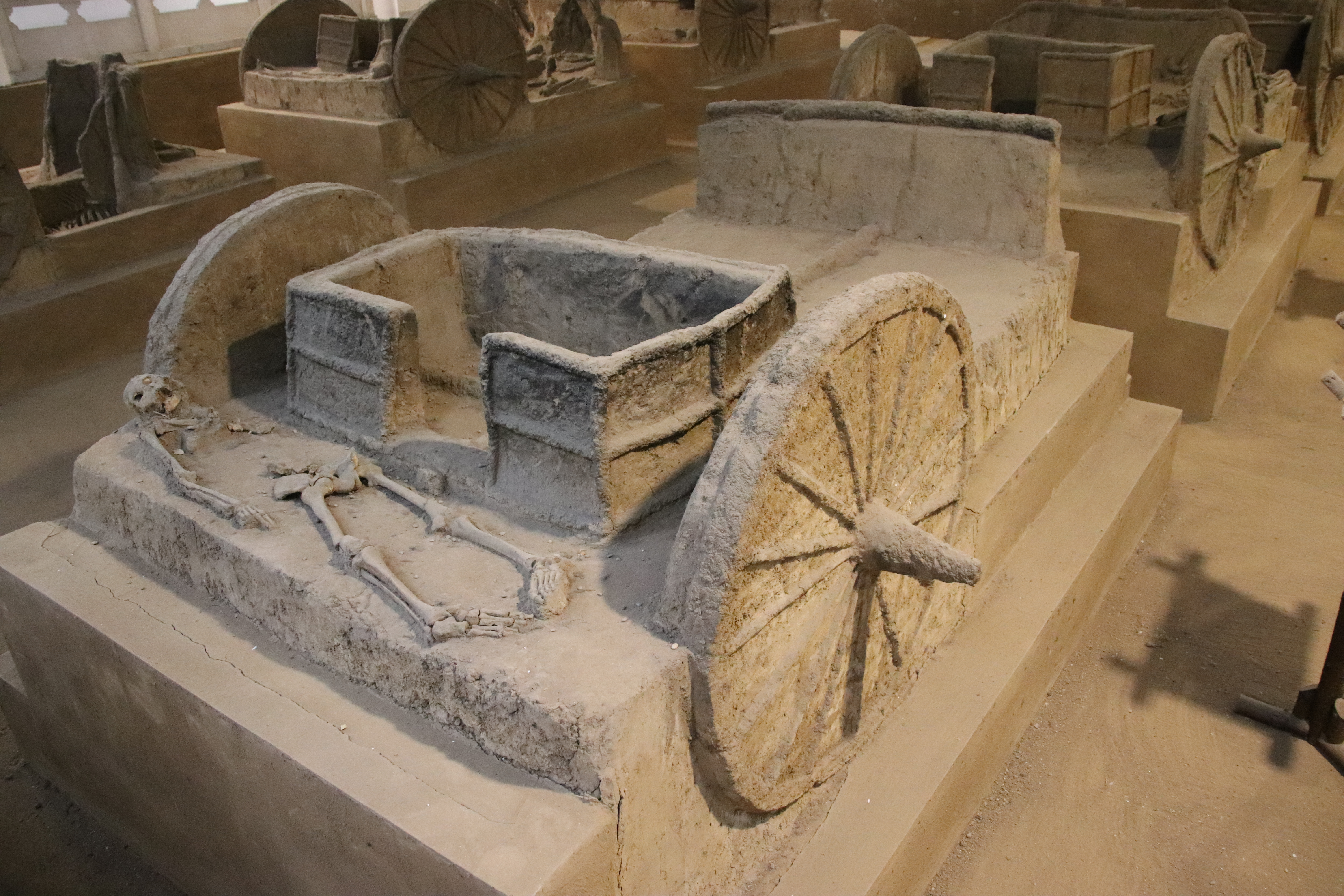
Carros de guerra a Yin Xu. Els carros Shang es van introduir al voltant de l'any 1200 aC a través de les estepes del nord, probablement de l'àrea de la cultura de les pedres de cérvol.

També hi havia tropes d'elefants de guerra a l'exèrcit de la dinastia Shang. Durant les dinasties Yin i Shang, els elefants estaven àmpliament distribuïts a les planes centrals. Els comerciants domesticaven elefants salvatges i els utilitzaven amb finalitats militars. Durant la conquesta de Dongyi, els comerciants van utilitzar elefants de guerra moltes vegades, amb bons resultats en la batalla.
Encara que els Shang depenien de les habilitats militars de la seva noblesa, els governants Shang podien mobilitzar les masses de pobles i plebeus rurals com a treballadors i soldats reclutats tant per a campanyes de defensa com de conquesta. Els aristòcrates i altres governants de l'estat estaven obligats a subministrar a les seves guarnicions locals tot l'equip, armadura i armament necessaris. El rei Shang mantenia una força d'uns mil soldats a la seva capital i dirigiria personalment aquesta força a la batalla. També calia una burocràcia militar rudimentària per tal d'aplegar forces que anaven des de tres a cinc mil efectius per a campanyes frontereres fins a tretze mil efectius per reprimir les rebel·lions.

## Llista dels reis Shang segons la historiografia tradicional
1. Cheng Tang
2. Wai Bing
3. Zhong Ren
4. Tai Jia
5. Wo Ding
6. Tai Geng
7. Xiao Jia
8. Yong Ji
9. Tai Wu
10. Zhong Ding
11. Wai Ren
12. He Dan Jia
13. Zu Yi
14. Zu Xin
15. Wo Jia
16. Zu Ding
17. Nan Geng
18. Yang Jia
19. Pan Geng
20. Xiao Xin
21. Xiao Yi
22. Wu Ding
23. Zu Ji
24. Zu Geng
25. Zu Jia
26. Lin Xin
27. Geng Ding
28. Wu Yi
29. Tai Ding
30. Di Yi
31. Di Xin